# Nyctilampes funerea
Nyctilampes funerea är en fjärilsart som beskrevs av Goldfinch 1944. Nyctilampes funerea ingår i släktet Nyctilampes och familjen mätare. Inga underarter finns listade i Catalogue of Life.